# Буриев, Фархад Тахирович
Фархад Тахирович Буриев (10 июня 1988 город Алма-Ата, Казахская ССР, СССР) — казахстанский артист балета, хореограф. Ведущий солист театра «Astana Ballet» (с 2017).

## Биография
- Фархад Буриев родился 10 июня 1988 в городе Алма-Ата.
- 1998 — 2006 годы. Окончил Алматинское хореографическое училище им. А.Селезнева. (класс педагога заслуженный деятель РК Буркитбаева А. Г.)
- 2011 — 2016 годы. Окончил Казахскую национальную академию искусств им. Т. Жургенова (бакалавр по специальности режиссер-хореограф).
- Личная жизнь
- Женат. Жена — Гульвира Курбанова (г.род 1986), Ведущая солистка балета Казахский театр оперы и балета имени Абая, заслуженный деятель Республики Казахстан.

## Карьера
- С 2005 по 2017 годы — артист балета, ведущий солист балетной труппы Казахского государственного академического театра оперы и балета им. Абая.
- В 2016 - 2017 годах преподавал дуэтно-классический танец в Алматинском хореографическом училище им. А.В.Селезнева.
- В труппе Театра премьер «Astana Ballet» с 2017 года.

## Репертуар
- Балетные партии

Казахский государственный академический театр оперы и балета им. Абая
- Репертуар включал ведущие партии в балетах:
- Дезире («Спящая красавица» П. Чайковский)
- Зигфрид, Ротбардт («Лебединое озеро» П. Чайковский)
- Щелкунчик («Щелкунчик» П. Чайковский)
- Ромео, Парис («Ромео и Джульетта» С. Прокофьев)
- Альберт, Ганс («Жизель» А. Адан)
- Конрад («Корсар» А. Адан)
- Солор («Баядерка» Л. Минкус)
- Эспада («Дон-Кихот» Л. Минкус)
- Ферхад, Визирь («Легенда о любви» А. Меликов)
- Джеймс («Сильфида» Г. Левенсхольд)
- Партнер (Лифарь) («Красная Жизель» П. Чайковский, А. Шнитке, Дж. Бизе)
- Вронский («Анна Каренина» Р. Щедрин)
- Хозе, Тореро («Кармен-сюита» Ж. Бизе)
- Красс («Спартак» А. Хачатурян)
- Вацлав («Бахчисарайский фонтан» Б. Асафьев)
- Резанов («Юнона и Авось» А. Рыбников)
- Адам («Адам» К. Шильдебаев)
- Влюбленный («Сюита в стиле ANTICO» А. Шнитке)
- Юноша («Кармина бурана» К. Орф)
- Солист («Шопениана» Ф. Шопен)
- Золотой («Шахерезада» Раб М. Фокин)
- 1-й солист, 2-й солист («Серенада» М. Фокин)
- Тлеп («Тлеп и Сарыкыз» Е. Серкебаев)
- Вакх («Вальпургиева ночь» Ш. Гуно)
- Сары Кене («Фрески» Т. Мынбаев)

«Astana Ballet»
- Серенада - хореография Джорджа Баланчина
- Вальпургиева ночь (Загрей) -хореография Георгия Ковтуна
- Прикосновение иллюзии (Сергей Рахманинов - отчаяние), A fuego lento, Diversity, Love fear loss (второй дуэт) - хореография Рикардо Амаранте
- Контрасты - хореография Рубена Террановы
- Саломея (Иоанн Предтеча) - хореография Мукарам Авахри
- In the Middle, Somewhat Elevated - хореография Уильяма Форсайта
- Щелкунчик (Принц) - хореография Василия Вайнонена.

## Награды
- Почетным знаком Министерства культуры Республики Казахстан «Деятель культуры Республики Казахстан»
- 2017 — Орден Курмет (за заслуги в развитии казахского хореографического искусства) 15.12.2017[1]